# Spazzolatura bronchiale
La spazzolatura bronchiale o brushing bronchiale è una procedura in cui alcune cellule vengono prelevate dalla mucosa che riveste internamente le vie aeree, o dalle lesioni bronchiali (di non definita diagnosi), tramite spazzolatura con catetere nell'ambito della broncoscopia con visualizzazione diretta o con fluoroscopia. Alcune spazzole flessibili vengono fatte passare attraverso il broncoscopio (lo strumento utilizzato per la broncoscopia) e la superficie bronchiale viene da queste delicatamente abrasa per ottenere il campione desiderato. Possono essere usati vari tipi di spazzola bronchiale per raccogliere materiale sia cellulare che microbiologico, ricorrendo alla tecnica di visualizzazione diretta quando le vie aeree su cui effettuare l'operazione sono più prossimali e alla visualizzazione fluoroscopica con l'impiego di un sondino quando l'area destinata alla spazzolatura è più distale.
La spazzolatura bronchiale viene impiegata nella diagnosi di patologie come il carcinoma del polmone (soprattutto la neoplasia a cellule squamose) e l'adenoma polmonare, nonché nell'analisi citopatologica delle porzioni di tessuto che, già dall'aspetto macroscopico, sembrano costituire lesioni precancerose. Si può ricorrere alla spazzolatura anche per prelevare campioni cellulari in caso di sospetta infezione dell'apparato respiratorio, come nel caso delle micobatteriosi non-tubercolari, per evidenziare le alterazioni morfo-strutturali delle cellule coinvolte nel processo infettivo e per determinare, anche con metodi di coltura, lo specifico patogeno responsabile della patologia.